# モデリング (科学的)

科学的モデリングの例。大気成分に含まれる化学物質とその移動プロセスの概念図。

科学的モデリング（かがくてきモデリング、英: Scientific modelling）とは、ある事象の抽象化されたコンセプトモデル・グラフィカルモデル・あるいは数理モデルを作るプロセスである。科学の様々な分野において、各々特化した科学的モデリングのための科学的方法、技術、理論が蓄積されている。科学的モデリングによって事象を構成する様々な要素が単純化され、容易に読み取れるようになる。
モデリングは全ての科学的活動で不可欠かつ不可分の手法である。科学の様々な分野において、それぞれ独自のモデリング手法や設計思想が存在している。科学哲学、一般システム理論、あるいは知識の可視化など多く分野において、科学的モデリングへの注目が高まっている。

## 概要
科学的モデルは、経験則や事象、物理現象などを、論理的かつ客観的な方法で示すことを模索するものである。全てのモデルは単純化された現実の模倣（in simulacra）であり、本質的には虚偽のものであるにもかかわらず、科学的活動に極めて有用である。むしろモデルの構築とそれに関する議論を行うことは、科学的活動の根本でもある。モデルは完璧に事実を表現することはできないかもしれないが、しかし特定の目的に対してどちらが優れたモデルであるのか（例えばより正確な天気予報はどちらか、など）のような討論はしばしば行われる。
科学者にとって、モデルはまた人間の思考力を拡張するための方法でもある。例えばソフトウェアとして提供されるモデルは、そのシミュレーションや可視化、および操作に計算機の力を利用することを可能にし、モデルで表された実体・事象・過程に対する洞察を高めることができる。このようなコンピュータ・モデルは in silico（"シリコンチップの中で" の意）と呼ばれる。これは in vivo（"生体内で"；ラットのような実験生物自体の中で、の意）・ in vitro（"ガラス器具の中で"；器具内で維持されている組織培養等において、の意）などと対比される言葉である。

## 科学的モデリングの基本

### 直接的計測及び経験に代わるモデリング
通常、科学者は直接的に結果を測定できる実験条件を作ることが不可能あるいは現実的でないときにモデルを活用する。コントロールされた条件（科学的手法）の下での結果の直接測定は、常に結果のモデル化された予測より信頼できるであろう。結果を予測するとき、測定ではしないが、モデルは仮定を使う。しかしながら、仮定がモデルの利用を通して作られるデータと異なるにもかかわらず、測定から集められたデータを分析することに注意することは重要である。モデルでの仮定が増加するにつれ、モデルの精度や関連性がおそらく低下する。

### モデリング言語
モデリング言語は、一貫したルールのセットによって定義される構造での情報、知識、またはシステムを表現するため使われるあらゆる人工言語である。そのルールは、その構造における構成要素の意味を通訳するため使われる。モデリング言語の例は、システムアーキテクチャの記述や表現のためのアーキテクチャ記述言語（ADL）、ソフトウエア・システムのための統一モデリング言語（UML）、プロセスのためのIDEF、あるいは特にWorld Wide Webを念頭において設計された3次元コンピュータグラフィックスのためのVRMLなどである。

### シミュレーション
シミュレーションは、モデルの実装である。静的（あるいは定常）シミュレーションは、特定の時点（通常平衡状態の、もしそのような状態が存在するなら）でのそのシステムについての情報を提供する。動的（あるいは非定常）シミュレーションは時系列の情報を提供する。シミュレーションは、モデルを活気付け、特定のオブジェクトまたは現象がどのように振舞うかを示す。そのようなシミュレーションは、実世界システムあるいはそのモデルについて、テストし、分析し、あるいはトレーニングするのに有用である。

### 構造
構造は、認識、観察、性格、及びパターンの安定性とエンティティの関係を網羅する時に基本的な無形概念である。子供の雪片の口頭説明から、磁界特性の詳細な科学的分析まで、構造の概念は、科学、哲学、芸術における調査と発見のほとんど全てのモードでの本質的基盤である。

### システム
システムとは、統合された全体を形成する、エンティティの相互作用または相互依存、実態または抽象のセットである。一般にシステムは、構成要素単独では得られない結果を一緒になって作り出す、異なった構成要素の構築物あるいは集合体である。統合された全体の概念は、セットの関係から他の構成要素まで、及びそのセットの構成要素と関係制度の一部でない構成要素間の関係から、区別される関係のセットを具現化する、用語システムで述べることができる。システムには2つのタイプが存在する：
- 離散システム - 変数が時間的に別の時点瞬間的にの変化する
- 連続システム - 変数が時間に関して連続的に変化する

### モデル生成のプロセス
モデリングとは、何らかの現象の概念的表現としてモデルを生成するプロセスを意味する。通常、モデルは問題の現象についてのいくつかの側面だけに着目し、同じ現象を表した2つのモデルが本質的に異なっている、つまり、それらの間に、単に構成要素の名前が違うだけである以上の相違があることもありうる。
このような相違は、モデルの最終ユーザーの要求が異なるためか、あるいはモデラー間の概念的または美的相違とモデリング・プロセス中に行われる偶然的意思決定に帰結するかもしれない。モデルの構造に影響するかもしれない美学的考慮は、圧縮されたオントロジー、断定的に対して確率的モデルに対する好み、時間的不連続あるいは連続、のようなモデラーの好みかもしれない。このような理由から、モデルのユーザーは、モデルの本来の目的と、その妥当性に関係のあるされた仮定を理解する必要がある。

### モデル評価のプロセス
モデルは、観測データとの整合性によって最初に評価される。再現可能な観測と合致しないどんなモデルも、修正あるいは拒絶されねばならない。モデルを修正する一つの方法は、モデルが高い正当性を持つと認められる領域を限定することによる。その良い例はニュートン力学である。ニュートン力学は非常に小さいもの、非常に速いもの、あるいは非常に大規模な宇宙的現象を除いて高い有用性がある。しかしながら、観測データへの合致だけでは、モデルを正当であると受け入れるには不十分である。モデルを評価する上で重要なほかの要素には以下を含む：
- 過去の観測データを説明する能力
- 将来の観測データを予測する能力
- 他のモデルと組み合わせて、利用するコスト
- モデルへの信頼度の予測を可能にする論証
- 単純さ、または美的魅力が要求されることもある

効用を使ってモデルの評価を数量化しようと試みもあるかもしれない。

### 可視化
可視化は、メッセージをコミュニケートするイメージ、ダイアグラム、あるいはアニメーションなどを生成する技法である。視覚的画像を通しての可視化は、歴史的に抽象と具象の間をコミュニケーションする効果的な方法であった。たとえば、洞窟壁画、ヒエログリフ、ギリシャ幾何学、及びレオナルド・ダ・ヴィンチの工学的かつ科学的目的の技術的図面描画の革命的方法などがある。

## 科学的モデリングのタイプ

### ビジネスプロセスモデリング

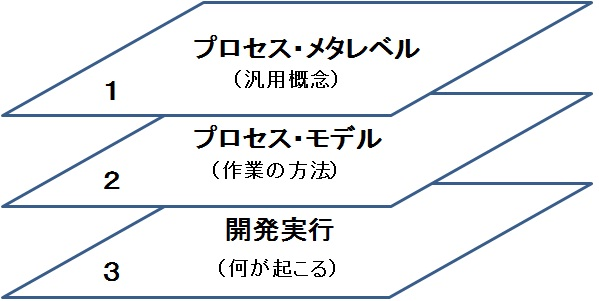
ビジネスプロセスモデリングの抽象概念

ビジネスプロセスモデリングにおいてビジネスプロセスモデルは、プロセス工学分野における中核的概念である。プロセスモデルとは
- 一つのモデルに一緒に分類される同じ性格のプロセス
- そのタイプのレベルでの一つのプロセスの記述
- プロセスモデルがそのタイプのレベルにあることから、一つのプロセスはその一つのインスタンス

のことである。同じプロセス・モデルは、多くのアプリケーションの開発のため繰返し使われ、そこで多くのインスタンスを持つ。
プロセスモデルの一つの可能な利用は、何が起こるかの真実であるプロセス自身に対比して、どのようにものが行われなければならない／行われるべき／行われ得る、かを規定する。あるプロセス・モデルはそのプロセスがどのように見えるかを予想する大まかなものである。そのプロセスが何であるかは実際のシステム開発中に決められるであろう。

### その他のタイプ
| - 類推的モデリング - 編集的モデリング - 破壊モデリング - 選択モデリング - 気候モデル - 連続的モデリング - データモデリング - 文書モデリング - 離散的モデリング - 経済モデル - 生態系モデル | - 実証的モデリング - エンタープライズモデリング - 未来学習 - 地質モデリング - 目標モデリング - 相似モデリング - 水文地質学 - 水路学 - 水文学モデリング - 情報的モデリング - 数理モデル | - 新陳代謝モデリング - 感染症の数学的モデリング - 分子モデリング - 生物システム・モデリング - 多重規模モデリング - NLPモデリング - 予測モデリング - シミュレーション - ソフトウエア・モデリング - 固体モデリング - 統計 - 確率的モデリング - システムダイナミクス - システムアーキテクチャ |

## 応用

### モデリング＆シミュレーション
科学的モデリングの一つの応用は、モデリング＆シミュレーション（M&S）の分野である。M&Sは、経験、測定及び検証を通した概念の開発と分析から廃棄分析までの範囲での応用のスペクトルを持つ。プロジェクトとプログラムは、数百もの異なるシミュレーション、シミュレータ、及びモデル分析ツールを使うことがある。

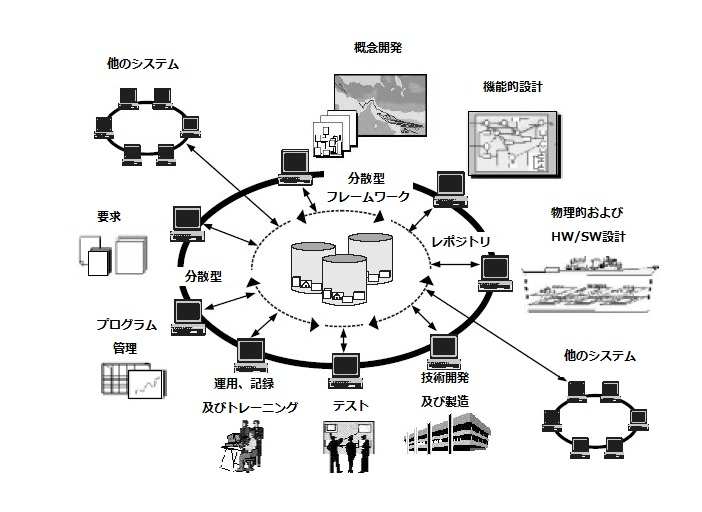
防衛ライフサイクル管理におけるモデリング＆シミュレーションの統合された利用の例。この絵におけるモデリング＆シミュレーションは、3つのコンテナを持つ中心に表現される。

図は、M&Sがどのように防衛能力開発プロセスでの統合されたプログラムで中心部分として活用されるかを示す。